# کریس آدامی
کریس آدامی (آلمانی: Chris Adami؛ زاده ۳۰ اوت ۱۹۶۲) یک فیزیک‌دان اهل آلمان است.